# Terrell Gausha
Terrell Maurice Gausha (* 9. September 1987 in Cleveland, Ohio) ist ein US-amerikanischer Profiboxer im Mittelgewicht.

## Amateurkarriere
Der 5-fache Cleveland Golden Gloves Champion gewann 2009 und 2012 jeweils die US-amerikanischen Meisterschaften im Mittelgewicht sowie 2010 die Silbermedaille im Mittelgewicht bei den National Golden Gloves in Little Rock.
Im September 2009 nahm er an den 15. Weltmeisterschaften in Mailand teil, unterlag dort jedoch bereits in der Vorrunde gegen Alex Theran aus Kolumbien (6:12). Dafür gewann er im Mai 2012 die Amerikanische Olympiaqualifikation in Rio de Janeiro, nachdem er sich gegen Oliver Ballesteros aus Nicaragua (22:5), Enrique Collazo aus Puerto Rico (16:5), Marlon Delgado aus Ecuador (15:10) und Junior Castillo aus der Dominikanischen Republik (6:2) durchgesetzt hatte.
Bei den anschließenden Olympischen Sommerspielen im Juli 2012 in London, besiegte in der Vorrunde den Vizeweltmeister von 2009, Andranik Hakobjan aus Armenien (t.K.o.), verlor jedoch im Achtelfinale knapp mit 15:16 gegen den Inder Vijender Kumar.

## Profikarriere
Nach den Olympischen Spielen wechselte er ins Profilager und gewann sein Debüt am 9. November 2012 durch K. o. in der zweiten Runde. Seinen ersten Weltmeisterschaftskampf, um die Titel der IBO und WBA, verlor er am 14. Oktober 2017 nach Punkten gegen Erislandy Lara. Im Mai 2019 erreichte er ein Unentschieden gegen Austin Trout.